# Kuwaataay jezik
Kuwaataay jezik (ISO 639-3: cwt; kwatay), atlantski jezik uže skupine bak, kojim govori oko 6 210 ljudi (2006) u obalnim senegalskim selima Diembering, Bouyouye, Nyikine i Boukot-Diola, južno od ušća rijeke Casamance.
Dosta se razlikuje od ostalih jola jezika, pa umnutar te skupine čini posebnu podskupinu Kwatay [kwat]. Većina se služi i jezicima jola-kasa [csk], jola-fonyi [dyo] ili wolof [wol].

## Vanjske poveznice
- Ethnologue (14th)
- Ethnologue (15th)
- The Kuwaataay Language